# Васил Люледжиев
Васил Христов Люледжиев е български революционер, деец на Вътрешната македоно-одринска революционна организация.

## Биография
Васил Люледжиев е роден в 1881 година в Богданци, Гевгелийско, тогава в Османската империя, днес в Северна Македония. Влиза във ВМОРО.
През Балканската война е доброволец в Македоно-одринското опълчение, в четата на Гоно Ванев, в Сборната партизанска рота на МОО и в 1-ва рота на 15-а Щипска дружина на МОО
През Първата световна война е в редиците на 1-ва рота в Осми артилерийски полк на Българската армия. Загива на 15 ноември 1916 година при село Елен.